# 卢修熙
卢修熙（韩语：노수희；英语：Roh Su-hui）是大韩民国政治活动家，韩国的祖国统一泛民族联合（泛民联）南方总部副议长，于2012年因违反国家安全法而被捕。

## 背景
2011年12月17日，朝鲜民主主义人民共和国的第二代最高领导人金正日逝世，身为亲朝派的政治活动家，因此秘密计划前往朝鲜。

## 过程
2012年3月24日，卢修熙在未经韩国政府允许的情况下经中华人民共和国前往朝鲜，在平壤出席了金正日逝世100天追悼活动，并在平壤标志性建筑凯旋门下发表讲话，谴责时任韩国总统的李明博实施的一系列对朝鲜不友好政策。

## 被捕
2012年7月5日，卢修熙越过板门店分界线。在共同警备区，一大群朝鲜民众挥舞着统一朝鲜的旗帜、手捧鲜花为卢修熙送行。美联社拍摄的画面显示，当卢修熙接近边境时，一大群韩国的特务早已等候在他身边，准备逮捕他。卢修熙在朝鲜领土张臂说完“统一万岁”后刚过边境进入韩国，就立即被抓住并带走。

## 刑罚
2013年2月，卢修熙被判处4年监禁，首尔中央地方法院还下令，他出狱后三年内将被剥夺选举权等权利。卢修熙于2016年7月出狱。